# クンペン

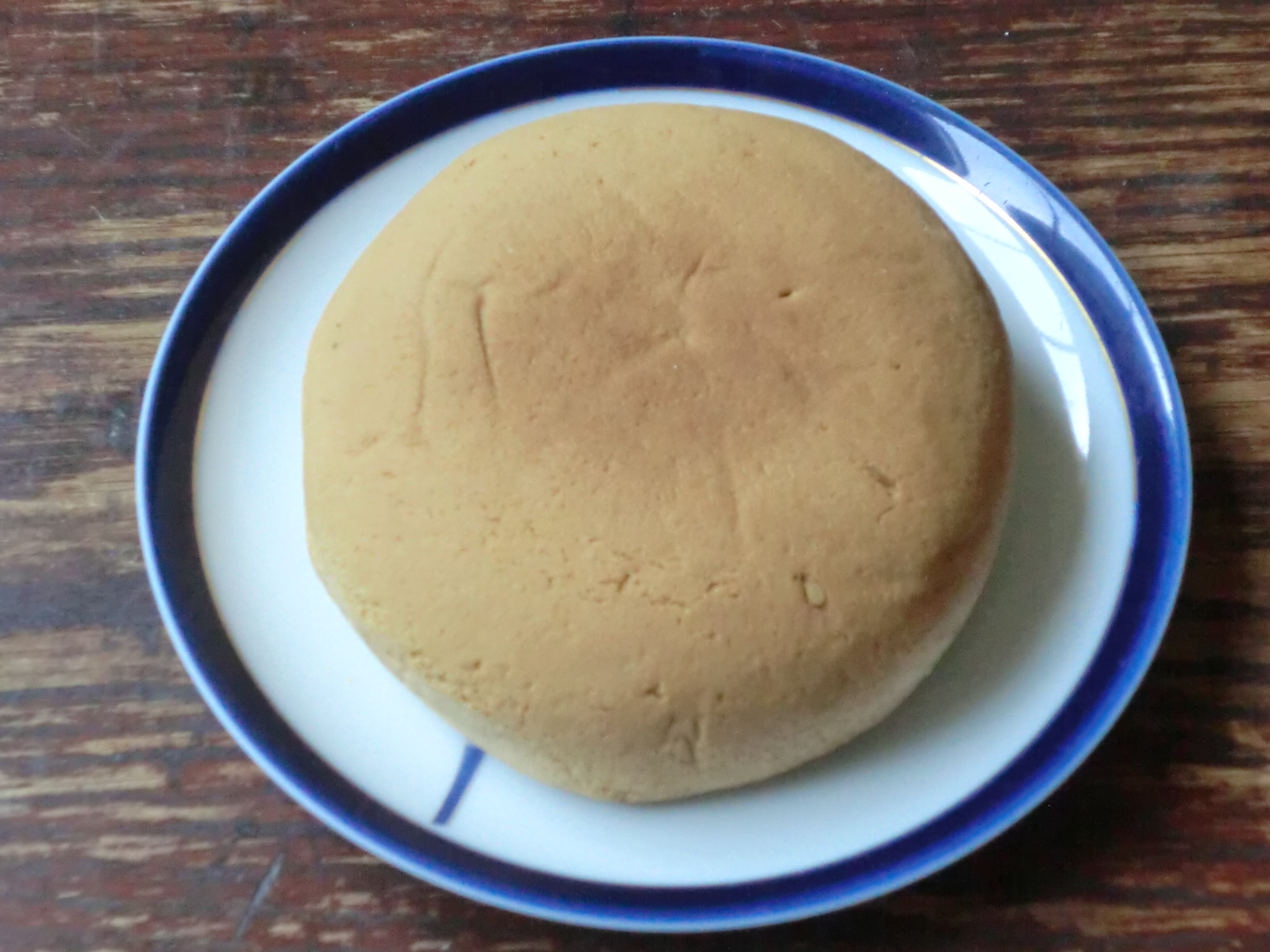
クンペン

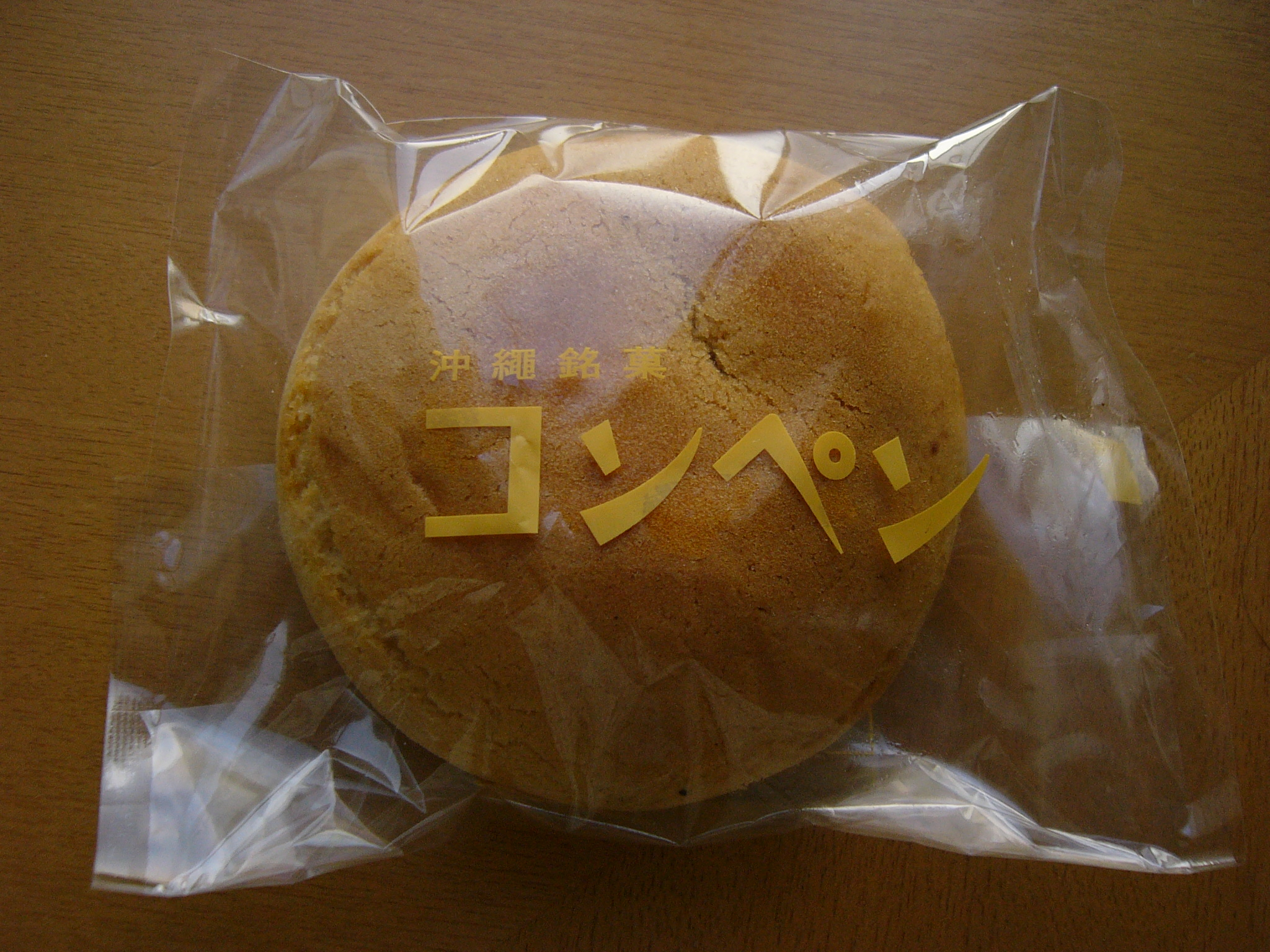
市販のコンペン（クンペン）

クンペンは沖縄の菓子。琉球王国時代から伝わる代表的な琉球菓子の一つ。コンペンとも呼ばれる。
中国菓子の光餅に由来すると考えられているが、近年では薫餅という字が当てられることもある。
材料は小麦粉、砂糖、卵黄、胡麻、落花生、桔餅（九年母の砂糖漬）。小麦粉と砂糖をもとに衣を作り、残りの3つで餡を作る。餡を衣に包んで扁平な円盤状の形が出来たら火で焼く。王朝期は米粉を皮に用いていた。また卵黄のみで衣を作ることもあり、昔は冊封使の歓待料理などで食べられる高級菓子であった。また、法事や祭礼の供え物にも用いられ、聞得大君（最高位の巫女）は黒胡麻餡のクンペンを供えていた。現在でも法事用のお供え物として有名である。
さっぱりした歯ごたえと胡麻の風味が溶け合った上品な味わいである。